# Hong Kong Masters 1986
Das Camus Hong Kong Masters 1986 war ein professionelles Snooker-Einladungsturnier der Saison 1986/87. Das Turnier wurde vom 3. bis zum 7. September 1986 im Queen Elizabeth Stadium in der damaligen britischen Kronkolonie Hongkong ausgetragen. Sieger wurde der Engländer Willie Thorne, der mit einem 8:3-Sieg über den Nordiren Dennis Taylor das Finale für sich entscheiden konnte. Ebenso spielte Thorne mit einem 107er-Break das höchste Break und zugleich einzige Century Break des Turnieres.

## Preisgeld
Zum vierten Mal in Folge wurde das Turnier von der Brennerei Camus gesponsert. Zudem gab es erstmals ein Preisgeld, welches sich auf 86.800 Pfund Sterling belief, von denen in etwa 40 Prozent auf den Sieger entfielen.
|                 | Preisgeld |
| --------------- | --------- |
| Sieger          | 34.800 £  |
| Finalist        | 17.400 £  |
| Halbfinalist    | 8.700 £   |
| Viertelfinalist | 3.000 £   |
| Erste Runde     | –         |
| Höchstes Break  | 5.200 £   |
| Insgesamt       | 86.800 £  |

## Turnierverlauf
Nachdem die beiden vorherigen Ausgaben des Turnieres mit jeweils acht Teilnehmern gespielt wurden, erhöhte sich die Zahl derer mit dieser Ausgabe auf zehn, wobei erneut zwei lokale Amateure mitspielen durften und in der ersten Runde auf jeweils einen Profispieler trafen. Die Sieger der Partien trafen im Viertelfinale auf jeweils einen der übrigen Teilnehmer, sodass im weiteren Laufe des Turnieres im K.-o.-System der Sieger ausgespielt wurde. Dabei wurde bis einschließlich zum Viertelfinale im Modus Best of 5 Frames gespielt, woran sich das Halbfinale im Modus Best of 9 Frames und das Finale im Modus Best of 13 Frames anschlossen.
|  | Erste Runde Best of 5 Frames | Erste Runde Best of 5 Frames |   |   | Viertelfinale Best of 5 Frames | Viertelfinale Best of 5 Frames |                 |               | Halbfinale Best of 9 Frames | Halbfinale Best of 9 Frames |  |  | Finale Best of 13 Frames | Finale Best of 13 Frames |
|  |                              |                              |   |   |                                |                                |                 |               |                             |                             |  |  |                          |                          |
|  |                              |                              |   |   | Willie Thorne                  | 3                              |                 |               |                             |                             |  |  |                          |                          |
|  |                              |                              |   |   | Cliff Thorburn                 | 0                              |                 |               |                             |                             |  |  |                          |                          |
|  |                              | Willie Thorne                | 5 |   | Cliff Thorburn                 | 0                              |                 |               |                             |                             |  |  |                          |                          |
|  |                              |                              |   |   |                                |                                |                 |               |                             |                             |  |  |                          |                          |
|  |                              | Steve Davis                  | 2 |   |                                |                                |                 |               |                             |                             |  |  |                          |                          |
|  | Tony Meo                     | Steve Davis                  | 2 | 3 |                                |                                | Steve Davis     | 3             |                             |                             |  |  |                          |                          |
|  | Tony Meo                     |                              |   |   |                                |                                | Steve Davis     | 3             |                             |                             |  |  |                          |                          |
|  | Stanley Leung                | 0                            |   |   | Tony Meo                       | 0                              |                 |               |                             |                             |  |  |                          |                          |
|  | Stanley Leung                | 0                            |   |   |                                | 0                              |                 | Willie Thorne | 8                           |                             |  |  |                          |                          |
|  |                              |                              |   |   |                                |                                |                 |               |                             |                             |  |  |                          |                          |
|  |                              | Dennis Taylor                | 3 |   |                                |                                |                 |               |                             |                             |  |  |                          |                          |
|  |                              | Dennis Taylor                | 3 |   |                                |                                | Dennis Taylor   | 3             |                             |                             |  |  |                          |                          |
|  |                              |                              |   |   |                                |                                | Dennis Taylor   | 3             |                             |                             |  |  |                          |                          |
|  |                              |                              |   |   | Jimmy White                    | 1                              |                 |               |                             |                             |  |  |                          |                          |
|  |                              | Dennis Taylor                | 5 |   | Jimmy White                    | 1                              |                 |               |                             |                             |  |  |                          |                          |
|  |                              |                              |   |   |                                |                                |                 |               |                             |                             |  |  |                          |                          |
|  |                              | Terry Griffiths              | 4 |   |                                |                                |                 |               |                             |                             |  |  |                          |                          |
|  | Neal Foulds                  | Terry Griffiths              | 4 | 3 |                                |                                | Terry Griffiths | 3             |                             |                             |  |  |                          |                          |
|  | Neal Foulds                  |                              |   |   |                                |                                |                 |               |                             |                             |  |  |                          |                          |
|  | Franky Chan                  | 0                            |   |   | Neal Foulds                    | 2                              |                 |               |                             |                             |  |  |                          |                          |

### Finale
Der Engländer Willie Thorne befand sich zum Zeitpunkt des Turnieres in einer der besten Phasen seiner Karriere und hatte nach einem Whitewash über den kanadischen Ex-Weltmeister Cliff Thorburn mit einem 5:2-Sieg über den Führenden der Weltrangliste, den dreifachen Weltmeister Steve Davis, den Einzug ins Finale geschafft. In diesem traf er auf den Nordiren Dennis Taylor, der 1985 gegen Steve Davis Weltmeister geworden war und während des Turnieres erst Jimmy White mit 3:1 und im Halbfinale Titelverteidiger Terry Griffiths aus Wales mit 5:4 besiegt hatte.
Doch das Finale an sich wurde zu einer deutlichen Angelegenheit: Auch wenn es nach einem umkämpften Spielbeginn nach vier Frames 2:2 stand, konnte sich im Folgenden Thorne durch eine Serie gewonnener Frames ablösen, sodass Taylor auch nach einem weiteren gewonnenen Frame Thornes 8:3-Sieg nicht mehr verhindern konnte.
| Finale: Best of 15 Frames Queen Elizabeth Stadium, Hongkong, britische Kronkolonie Hongkong, 7. September 1986 |                |               |
| Willie Thorne                                                                                                  | 8:3            | Dennis Taylor |
| 71:17, 52:64, 81:24, 0:70, 65:20, 106:13, 75:33, 58:30, 69:56, 129:1, 84:33 1                                  |                |               |
| – | Höchstes Break | –             |
| – | Century-Breaks | –             |
| – | 50+-Breaks     | –             |